# Who Do You Love
Who Do You Love è un singolo del duo statunitense The Chainsmokers, pubblicato il 7 febbraio 2019.
Il singolo ha visto la collaborazione del gruppo musicale australiano 5 Seconds of Summer.
Inizialmente il featuring era stato assegnato a Demi Lovato, che quindi registrò una sua versione del brano.

## Video musicale
Il 7 febbraio 2019 è stato pubblicato sul canale Vevo-YouTube del duo un lyric video del brano.
Il 25 marzo dello stesso anno esce il video ufficiale del brano, che arriva a totalizzare 74 milioni di visualizzazioni.